# 2017년 푸에블라 지진

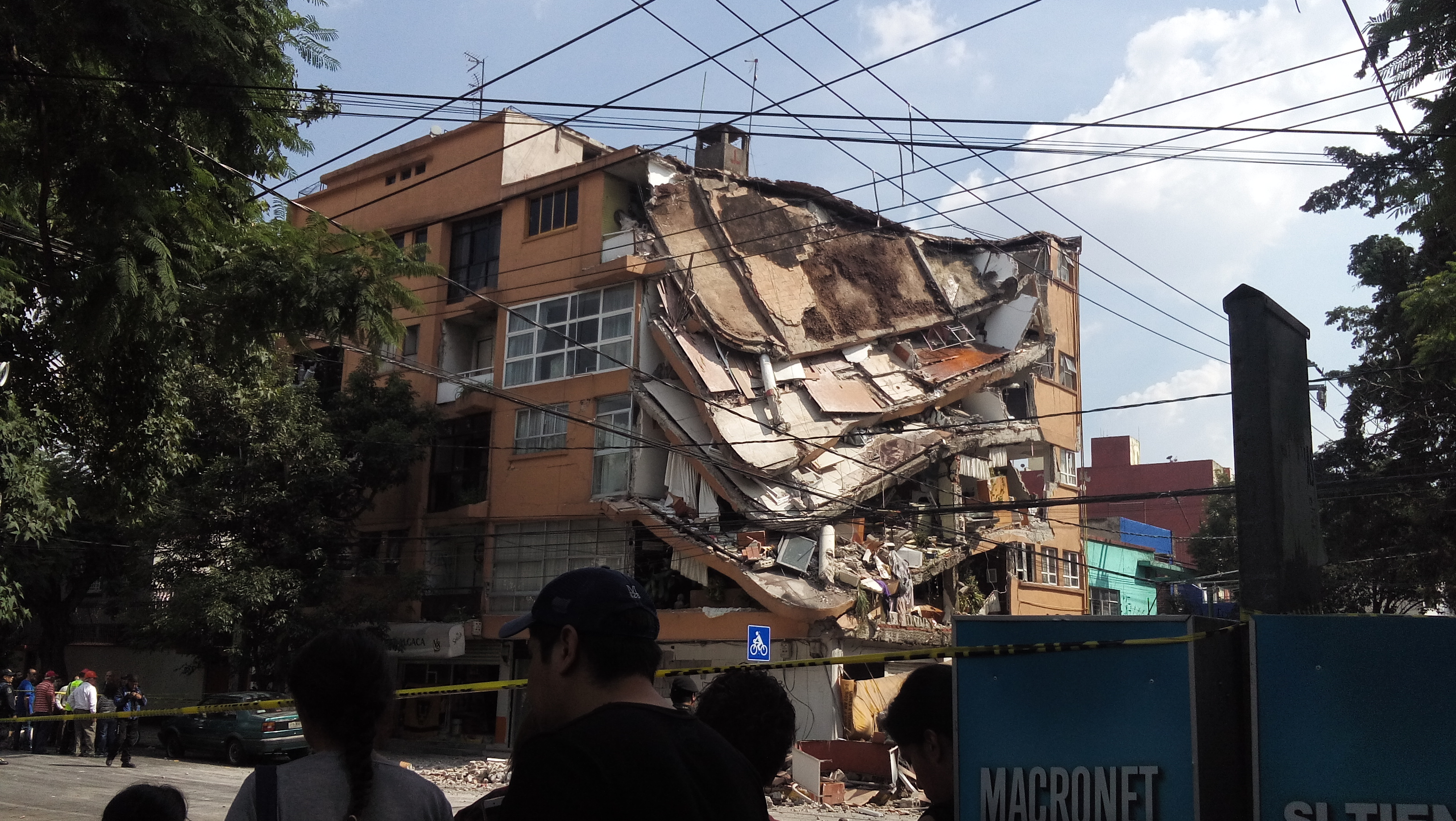

2017년 푸에블라 지진은 현지 시간 2017년 9월 19일 13시 14분에 멕시코 푸에블라주에서 남쪽으로 약 55 km에서 떨어진 곳을 진원으로 하여 발생한 Mw 7.1의 지진이다. 푸에블라 주, 모렐로스주, 멕시코시티에 피해가 발생하고, 40개 이상의 건물이 붕괴되었다. 적어도 248명이 지진으로 사망하였다.

## 같이 보기
- 2017년 지진
- 멕시코의 지진 목록